# Острогорский сельский округ
Острого́рский се́льский окру́г (каз. Острогорск ауылдық округі) — административная единица в составе Астраханского района Акмолинской области Казахстана.
Административный центр — село Новый Колутон.

## География
Административно-территориальное образование расположено в северной части Астраханского района. В состав сельского округа входит 2 населённых пункта.
Площадь территории сельского округа составляет — 322,031 км² (4,36 %). Из них земли сельскохозяйственного назначения — 248,213 км² (77,08 %), земли населённых пунктов — 36,702 км² (11,40 %), земли водного фонда — 3,92 км² (1,22 %), земли запаса — 33,196 км² (10,31 %).
Из земель сельскохозяйственного назначения: пашни — 192,273 км² (77,46 %), пастбищные земли — 42,00 км² (16,92 %), сенокосные угодья — 13,94 км² (5,62 %).
По природным условиям территория сельского округа расположена в умеренно засушливой зоне. Главной чертой климата является его резкая континентальность, которая выражается в резких колебаниях суточных и сезонных температур, высокой сухости воздуха, небольшим количеством осадков. Зима отличается частыми оттепелями, весна бурная, быстро сменяющаяся жарким продолжительным летом. Территория сельского округа лежит на границе зоны южных и темнокаштановых почв. Почвенный покров неоднороден, зависит от различных видов и элементов рельефа, почвообразующих пород.
Граничит с землями административно-территориальных образований: Новобратский сельский округ Буландынского района — на севере, Айнакольский сельский округ — на востоке, Жалтырский сельский округ — на юго-востоке, Староколутонский сельский округ — на западе.
Гидрографическая сеть сельского округа представлена реками Аршалы, Баксук, Колутон, Таубай.
С территории сельского округа начинается автомобильная дорога областного значения — КС-8 «Новый Колутон — Акколь — Азат — Минское».

## История
В 1989 году существовал как — Острогорский сельсовет (сёла Новый Колутон, Вишнёвка) в составе Макинского района. 
В периоде 1991—1998 годов: 
- Острогорский сельсовет был преобразован в сельский округ;
- сельский округ был передан в состав Астраханского района.

Совместным решением Акмолинского областного маслихата и акимата Акмолинской области от 29 сентября 2006 года N ЗС-22-14 «О переименовании некоторых населенных пунктов Акмолинской области по Целиноградскому, Зерендинскому, Астраханскому районам» (зарегистрированное Департаментом юстиции Акмолинской области 10 ноября 2006 года N 3200):
- село Вишнёвка было переименовано в село Караколь.

## Население
| Численность населения | Численность населения | Численность населения |
| 1989                  | 1999                  | 2009                  |
| --------------------- | --------------------- | --------------------- |
| 1711                  | ↘1136                 | ↘940                  |

## Состав
| № | Населённый пункт | Тип населённого пункта       | Население, 1989 | Население, 1999 | Население, 2009 |
| - | ---------------- | ---------------------------- | --------------- | --------------- | --------------- |
| 1 | Караколь         | аул                          | 413             | 240             | 231             |
| 2 | Новый Колутон    | село, административный центр | 1 298           | 896             | 709             |

## Экономика
Основная направленность экономической деятельности на территории административно-территориального образования «Острогорский сельский округ» относится к сельскому хозяйству. На территории сельского округа всего зарегистрировано 15 собственников и землепользователей земельных участков:
- 2 товарищества с ограниченной ответственностью — «Абзал Бидай» (0,18 км²); «Острогорский» (31,82 км²);
- 13 индивидуальных предпринимателей — с общей площадью в 10,00 км².

На 1 января 2021 года в Острогорском сельском округе насчитывается (личное подворье населения и поголовье ТОО, КХ) крупного рогатого скота 3 647 голов, мелкого рогатого скота 3 110 голов, 538 голов лошадей.

## Местное самоуправление
Аппарат акима Острогорского сельского округа — село Новый Колутон, улица Аль-Фараби, 59.
- Аким сельского округа — Курман Табигат[1].